# Fusão nuclear do hélio
A fusão nuclear do hélio é um dos processos de nucleossíntese que ocorrem nas estrelas. Quando o estoque de hidrogênio de uma estrela se esgota em termos práticos (quando este já foi consumido ao ponto de o restante não propiciar reações de fusão nuclear significativas) e o núcleo (caroço) de hélio estar formado, a produção de energia nuclear inicia um processo de diminuição. Sendo a temperatura necessária para se consumir em novas reações nucleares o He maior que a do H, temos como consequência que a estrela inicia seu colapso gravitacional, pelo menos até um próximos estágio (ver estrutura estelar).
A fusão do hélio-3 consigo mesmo e com hélio-4 ocorre durante a fusão de hidrogênio em estrelas da sequência principal (ver cadeia próton-próton), e não é ordinariamente tratada como a fusão do hélio.
Ao iniciar-se este colapso temporário, o núcleo de He tem elevada sua temperatura devido a pressão e atinge uma temperatura crítica (aproximadamente 108 K), necessária para que os núcleos de He se fundam. Porém existe uma variável que tornará o processo diferente do anterior: a fusão nuclear de dois núcleos de 4He terá como resultado um núcleo resultante instável, o 8Be. Porém se a densidade de 4He for suficientemente alta (e o será devido ao colapso gravitacional), teremos a reação em equilíbrio:
4He + 4He ⇄ 8Be* Q = 0,095
Onde o símbolo (*) indica que é um estado excitado do núcleo 8Be. 
A conversão em ambos os sentidos da equação acima é muito rápida (a vida média do 8Be é de aproximadamente 1×10-16 to 2.6×10-16 segundos).
Se a temperatura do núcleo da estrela excede 100 milhões de kelvins (100 megakelvins), como pode ocorrer na última fase das gigantes vermelhas e supergigantes vermelhas, então um terceiro núcleo de hélio tem uma significativa chance de fundir-se com os núcleos de berílio-8 antes que rompa-se, então formando carbono-12. Dependendo da temperatura e densidade, um núcleo adicional de hélio pode fundir-se com carbono-12 formando oxigênio-16, e em muito altas temperaturas, adicionais fusões de hélio a oxigênio e núcleos mais pesados podem ocorrer (ver processo triplo-alfa).
Quando a concentração dos núcleos de 8Be passar a ser suficientemente alta (em termos estatísticos) poderemos passar a ter a seguinte nova reação de fusão:
8Be* + 4He → 12C* + γ + 7.367 MeV
Ao final deste conjunto de reações, teremos como balanço final que 3 núcleos de He serão convertidos em um núcleo de 12C. Devido a este fato (de ser um problema de três corpos), temos uma dependência muito significativa da temperatura. Isto significa que uma variação para valores menores na temperatura e/ou na densidade será suficiente para cessar a combustão nuclear dos núcleos de He. Por este motivo esta fusão só ocorre verdadeiramente no centro da estrela, em suas regiões de maior pressão e temperatura.
Em contrapartida, a energia irradiada aquece o envoltório deste núcleo, que são as camadas mais externas da estrela, que expandem-se, aumentando várias ordens de grandeza o raio da estrela. Como a luminosidade é proporcional ao inverso da área, teremos que a estrela tem sua temperatura superficial diminuida e o corpo celeste resultante é uma gigante vermelha, posicionada fora da sequência principal no diagrama HR. O processo da combustão do He dura aproximadamente 105 anos.